# 片柳栄一
片柳 栄一（かたやなぎ えいいち、1944年7月 - ）は、日本の宗教哲学者、京都大学名誉教授。

## 経歴
1944年生まれ。京都大学文学部に入学し、哲学科基督教学専攻で学んだ。1967年に卒業し、京都大学大学院文学研究科宗教学(基督教学)専攻に進んだ。1972年3月、博士後期課程を単位取得退学。
その後、関西学院大学助教授に就いた。神戸大学教養部助教授に転じ、後に同大学国際文化学部教授に昇格。1996年、学位論文『初期アウグスティヌス哲学の形成』を京都大学に提出して文学博士号を取得。1998年、京都大学文学研究科教授に転じた（1998年度は神戸大学と併任）。2008年、京都大学を定年退任し、名誉教授となった。

## 研究内容・業績
専門は神学あるいは宗教哲学で、アウグスティヌスとその哲学を主な研究対象とした。

## 著作
著書
- 『初期アウグスティヌス哲学の形成：第一の探求する自由』創文社 1995

訳書
- 『出会い』(ティリッヒ著作集 10) 武藤一雄共訳、白水社 1978
- 『アウグスティヌス著作集』(第16-17巻) 創世紀注解、教文館 1994-1999
- 『聖霊の神学』ミカエル・ヴェルカー（英語版）著、大石祐一共訳、教文館 2007

記念論集
- 『ディアロゴス手探りの中の対話』晃洋書房 2007

## 参考
- 『京都大学文学部の百年』